# Erhard Geißler
Erhard Geißler (* 17. Dezember 1930 in Leipzig) ist ein deutscher Genetiker, Molekularbiologe und Bioethiker. Er wirkte von 1965 bis 1971 als Professor für Genetik und Institutsdirektor an der Universität Rostock sowie anschließend bis 1987 als Abteilungsleiter am Zentralinstitut für Molekularbiologie in Berlin-Buch und von 1992 bis 2000 an dessen Nachfolgeinstitution, dem Max-Delbrück-Centrum für Molekulare Medizin. Darüber hinaus war er ab 1983 für das Stockholm International Peace Research Institute (SIPRI) tätig.

## Leben
Erhard Geißler wurde 1930 in Leipzig geboren. Er erwarb 1950 das Abitur und studierte anschließend bis 1955 Biologie an der Universität Leipzig. Anschließend war er als Assistent, Oberassistent und Abteilungsleiter im Institut für Experimentelle Krebsforschung der Deutschen Akademie der Wissenschaften tätig. Während dieser Zeit promovierte er 1959 an der Humboldt-Universität zu Berlin, an der er fünf Jahre später auch habilitiert wurde. Im Jahr 1965 erhielt er einen Ruf auf eine ordentliche Professur für Genetik an der Universität Rostock, an der er im gleichen Jahr auch die Leitung des Instituts für Mikrobengenetik übernahm.
Sechs Jahre später wechselte er an das Zentralinstitut für Molekularbiologie (ZIM) in Berlin-Buch, an dem er als Leiter der Abteilung für somatische Zellgenetik und ab 1980 für Virologie wirkte. Ab 1983 war er Berater des Stockholm International Peace Research Institute (SIPRI). 1987 gab er seine Position am ZIM auf, um sich, unter anderem im Rahmen von regelmäßigen mehrwöchigen Forschungsreisen nach Stockholm, Fragen der Friedens- und Abrüstungspolitik zu widmen. An der Nachfolgeinstitution des ZIM, dem 1992 entstandenen Max-Delbrück-Centrum für Molekulare Medizin (MDC), leitete er von der Gründung des MDC bis zu seiner Emeritierung im Jahr 2000 die Forschungsgruppe Bioethik.

## Wissenschaftliches Wirken
Schwerpunkte der Forschung von Erhard Geißler waren die Strahlenbiologie, die Virologie, die Mikroben- und Zellgenetik sowie gesellschaftswissenschaftliche, ethische und philosophische Fragestellungen in den Biowissenschaften. Er war in der Deutschen Demokratischen Republik von 1968 bis 1972 Vorsitzender der Gesellschaft für reine und angewandte Biophysik und von 1972 bis 1974 der Gesellschaft für physikalische und mathematische Biologie. Von 1972 bis 1990 war er Präsidiumsmitglied und 1990 Präsident der im selben Jahr aufgelösten Urania. Für das SIPRI gab er vier Bücher über biologische Waffen und Abrüstungsthemen heraus.

## Schriften (Auswahl)
- Untersuchungen zur Charakterisierung des Mechanismus des photodynamischen Effektes von 3,4-Benzpyren und ultravioletten Strahlen auf Hefezellen. Berlin [1959], DNB 480923051 (Dissertation Humboldt-Universität Berlin, Mathematik-naturwissenschaftliche Fakultät 17. Juli 1959, 125 Seiten).
- Bakteriophagen – Objekte der modernen Genetik (= WTB Wissenschaftliche Taschenbücher, Band 6, Reihe Medizin). Akademie-Verlag, Berlin 1962, OCLC 14607452
- Untersuchungen über den Mechanismus der Induktion lysogener Bakterien. Berlin 1964, DNB 482309172 (Habilitationsschrift, Humboldt-Universität Berlin, Mathematisch-naturwissenschaftliche Fakultät, 10. Juni 1964, 114 Seiten).
- Biologische Waffen – nicht in Hitlers Arsenalen. Biologische und Toxin-Kampfmittel in Deutschland von 1915 bis 1945 (= Studien zur Friedensforschung. Band 13). Lit, Münster 1999, ISBN 3-8258-2955-3.
- Anthrax und das Versagen der Geheimdienste (= Edition Zeitgeschichte). Homilius, Berlin 2003, ISBN 3-89706-889-3.
- Drosophila oder die Versuchung. Ein Genetiker der DDR gegen Krebs und Biowaffen. BWV Berliner Wissenschaftsverlag, Berlin 2010, ISBN 978-3-8305-2594-3.
- Geissler, E. and Guillemin, J., German flooding of the Pontine Marshes in World War II: Biological Warfare or Total War Tactic? Politics and the Life Sciences 29, no. 1, 1–23 (2010).
- AIDS und seine Erreger – ein Gespinst aus Hypothesen, Fakten und Verschwörungstheorien. In: Andreas Anton, Michael Schetsche, Michael Walter (Hrsg.): Konspiration. Soziologie des Verschwörungsdenkens. Springer VS, Wiesbaden 2014, ISBN 978-3-531-19323-6, S. 113–138.
- Geißler, E., „No West German translation for political and technical reasons...“ Erinnerungen an Max Delbrücks Einfluss auf die DDR-Genetik. In: M. Kaasch & J. Kaasch (Hrsg.), Das Werden des Lebendigen. Beiträge zur 18. Jahrestagung der DGGTB in Halle (Saale) 2009. Verhandlungen zur Geschichte und Theorie der Biologie, Band 16. Verlag für Wissenschaft und Bildung, Berlin, 169–201 (2010).
- 100 Jahre Anthrax – vom „Seuchenmittel“ zur „Massenverschwindungswaffe“. Die nachhaltige Wirkung von Desinformationen und Fehlinterpretationen. In: Frank Fuchs-Kittowski, Werner Kriesel (Hrsg.): Informatik und Gesellschaft. Festschrift zum 80. Geburtstag von Klaus Fuchs-Kittowski. Peter Lang Internationaler Verlag der Wissenschaften, PL Academic Research, Frankfurt am Main, Bern, Bruxelles, New York, Oxford, Warszawa, Wien 2016, ISBN 978-3-631-66719-4.
- Geissler, Erhard and Robert Hunt Sprinkle, “Were our critics right about the Stasi? AIDS disinformation and ``disinformation squared'' after five years”. Politics and the Life Sciences 38/1, 32-61, 2019.
- Geißler, Erhard, “Die Gurkentruppe von der HV A. Nochmal zum AIDS-Mythos, seinen trüben Quellen und eigenwilligen Interpreten.” Zeitschr.des Forschungsverbundes SED-Staat 44/2019, 176-206.

### Als Herausgeber
- Biological and Toxin Weapons Today. Oxford University Press, Oxford 1986, ISBN 0-19-829108-6.
- Strengthening the Biological Weapons Convention by Confidence-Building Measures. Oxford 1990.
- Prevention of a Biological and Toxin Arms Race and the Responsibility of Scientists. Berlin 1991 (als Mitherausgeber).
- Control of Dual-Threat Agents: The Vaccines for Peace Programme. Oxford 1994.
- Wieviel Genetik braucht der Mensch? Die alten Träume der Genetiker und ihre heutigen Methoden. Konstanz 1994 (als Mitherausgeber).
- Conversion of Former BTW Facilities. Dordrecht / Boston / London 1998 (als Mitherausgeber).
- Biological and Toxin Weapons: Research, Development and Use from the Middle Ages to 1945. Oxford 1999 (als Mitherausgeber).